# Óvodamúzeum
Az Óvodamúzeum egy magyarországi múzeum. Az Európában egyedülálló létesítmény az 1990-es években nyílt meg Martonvásár területén, a Brunszvik-kastély parkjának egyik kisebb pavilonjában. A kiállítás a Magyarországon 1828-tól létrejött kisdedóvók történetét mutatja be. Magyarországon Brunszvik Teréz nevéhez fűződik az intézményesített gyermekmegőrzés alapjainak, feltételeinek kialakítása.